# Kriyaban
Si definisce kriyaban chi è stato iniziato al kriyā Yoga da un guru di questa tradizione o da un suo rappresentante qualificato, kriyaban a sua volta. Più o meno tutte le tradizioni e i lignaggi del kriyā Yoga utilizzano questo termine, per definire i loro iniziati.

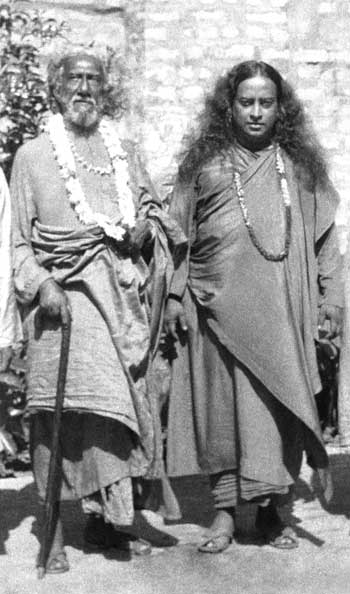
I kriyaban Sri Yukteswar e il suo discepolo Paramahansa Yogananda.

## Definizione
I praticanti del Kriyā Yoga appartenenti ai lignaggi indiani utilizzano invece il termine «kriyavan». Per essere definito kriyaban o kriyavan, lo yogi deve praticare un prāṇāyāma particolare (controllo ritmico del respiro), che consiste nel portare l'energia vitale su per i centri spinali (i cosiddetti chakra), attraverso la spina dorsale (sushumna).
La tecnica di questo pranayama viene insegnata dai vari lignaggi del kriya yoga ai propri iniziati con sensibili differenze. Nella tradizione del kriya yoga si acquisisce la pratica in maniera privata e riservata, attraverso una cerimonia specifica denominata «iniziazione» (diksa), che consente la trasmissione spirituale da maestro a discepolo.
È generalmente fatto divieto di divulgare i segreti di questa scienza se non tramite previa autorizzazione, a seguito di una richiesta dell'aspirante kriyaban.
Il kriya yoga fu trasmesso da Mahavatar Babaji a Lahiri Mahasaya di Benares (India), che a sua volta lo trasmise a Sri Yukteswar, guru di Paramhansa Yogananda.
Con l'arrivo di Paramhansa Yogananda in America nel 1920, l'opportunità di diventare kriyaban si è concretizzata anche per i ricercatori occidentali che possono impararne la tecnica attraverso varie istituzioni quali la SRF (Self-Realization Fellowship) fondata dallo stesso Yogananda, l'Ananda fondata da Swami Kriyananda, suo discepolo diretto, e il Center for Spiritual Awareness fondato da Roy Eugene Davis, anch'egli discepolo diretto di Paramahansa Yogananda.